# Akte van Redemptie

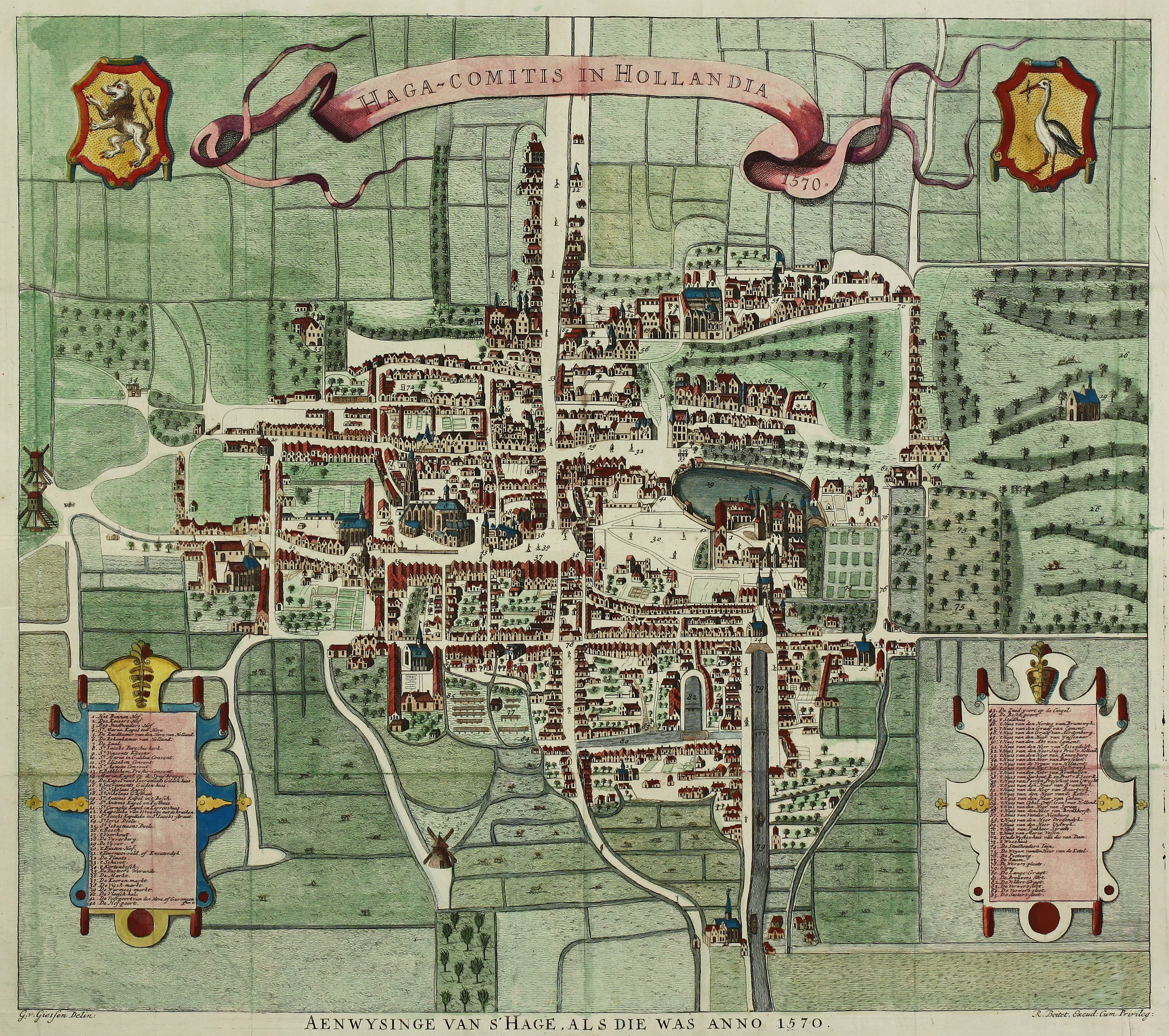
Haga-comitis in Hollandia 1570. Plattegrond van Den Haag met geheel rechts een deel van het (latere) Malieveld en de Koekamp. Beiden zijn een onderdeel van het Haagse Bos

De Akte van Redemptie is een decreet uit de Tachtigjarige Oorlog, dat het Haagse Bos, Malieveld en Koekamp beschermt tegen verkoop door de overheid met het oogmerk de bomen te kappen.

## Voorgeschiedenis
Hoewel in 1530 aan Den Haag toestemming was gegeven voor het aanleggen van stadswallen en muren, waren deze om verscheidene redenen nooit gerealiseerd. Tijdens de Tachtigjarige Oorlog was Den Haag daarom een gemakkelijk doelwit voor het Spaanse leger, maar net zo goed voor troepen van de Geuzen. Zaken als plundering waren namelijk aan beide kanten geen uitzondering. Het Spaanse leger bezette Den Haag en gebruikte het als hoofdkwartier tijdens het Beleg van Leiden (1573-1574). Na hun vertrek bleek Den Haag zwaar beschadigd; er was geldgebrek, en panden van katholieken werden als vijandelijk vermogen in beslag genomen. De oude katholieke bovenlaag van de bevolking was Den Haag ontvlucht en de Staten van Holland en West-Friesland en de Hollandse Rekenkamer waren vanaf september 1575 ondergebracht in Delft, waar jarenlang het Prinsenhof het centrum van het Hollands bestuur werd. De Staten-Generaal van de Nederlanden vergaderde tussen 1576 en 1581 op afwisselende locaties: in Brussel, Namen, Antwerpen, Delft, Amsterdam.

## Heffing voor oorlogskas
De oorlogskas van Holland raakte leeg en de Staten van Holland stelde daarom voor dat de Kloosterkerk zou moeten worden verkocht en het Haagse Bos gekapt, waarna het hout kon worden verkocht om huursoldaten te betalen. Het bestuur van Den Haag keerde zich tegen dit voorstel. Op 14 januari 1576 besloot het Haagse bestuur dat de Kloosterkerk behouden moest worden. De beslissing om het Haagse Bos te behouden was moeilijker te nemen, want een deel van Den Haag werd niet bestuurd door het dorpsbestuur, maar door het Hof van Holland en de heren van de Grafelijke Rekenkamer, die het gebied op en rond het Binnenhof bestuurden. Uiteindelijk werd er voorgesteld dat Den Haag de verkoop van het bos kon afkopen, tegen het toen aanzienlijke bedrag van 6.000 ponden. Een aardbeving in de nacht van 22 op 23 januari zorgde nog voor meer problemen. Er werd om uitstel van betaling gevraagd, doch dit werd niet gegeven. Het geld moest binnen tien dagen worden betaald.

## Haagse Bos én de Koekamp beschermd

Kaart van het Haagse Bos, Lindenplantage (Malieveld) en Warande (Koekamp), met een markering van het terrein van het nog te bouwen paleis Huis ten Bosch. De kaart werd in 1645 gemaakt door cartograaf en landmeter Pieter Floris van der Salm, in opdracht van Amalia van Solms-Braunfels, weduwe van prins Frederik Hendrik van Oranje.

Als tegenprestatie ondertekende op 16 april 1576 stadhouder Willem van Oranje in Delft namens de Staten van Holland de zogeheten Akte van Redemptie. Dit was een soort eeuwige ontheffing van plannen het Haagse Bos op last van de Staten van Holland te kappen. De Staten beloofden in de akte dat het Haagse Bos van Den Haag zal blijven "geredimeerd en geaffecteerd", dat het gebruikt zou worden voor het ontwikkelen van het bos en de jachtmogelijkheden en dat het nooit door hen zal worden verkocht om te kappen. Het gewone volk mocht het bos niet betreden. De Akte van Redemptie strekte zich overigens expliciet óók uit tot de "warande van den Haege". Dat betrof het stuk land dat tegenwoordig bekend staat onder de naam Koekamp.

## Verwijzingen naar de Akte van Redemptie
- In 1857 verwees minister Agnites Vrolik waarschijnlijk naar de Akte van Redemptie, toen hij tijdens de behandeling van de Staatsbegroting in een toelichting verklaarde waarom het Haagse Bos geen inkomsten opleverde: "De nog aan den Staat behoorende bosschen zijn het Haagsche bosch en het Soerensche bosch. Het zal wel overbodig zijn op te merken, dat het eerste van een bijzonderen aard is en daarom niet het voordeel van een gewoon bosch kan opleveren. Daarentegen wordt van de Soerensche bosschen jaarlijks zoo veel hout geveld, verkocht en wederom ingeplant, als voor de voortdurende instandhouding vereischt wordt."[3]
- Naar aanleiding van de uitspraak in 1860 van minister Floris van Hall (Financiën), dat achterstallig onderhoud van het Haagse Bos verband hield met het feit dat het Haagse Bos meer kost dan het opbrengt, reageerde het Tweede Kamerlid Willem Gevers Deynoot: "Ik zal niet treden in de geschiedenis van het 's Gravenhaagsche bosch. Men wil dat reeds voor honderden jaren het omhakken van dit staatsdomein door de stad 's Gravenhage voor eene aanzienlijke som is afgekocht, én ik geloof te mogen zeggen dat die stad in den tegenwoordigen tijd daarvoor slecht beloond wordt."[4]
- Tijdens de behandeling van de staatsbegroting voor 1861 verwees minister Floris van Hall waarschijnlijk eveneens naar de Akte van Redemptie toen hij schreef: "Er wordt welligt niet genoeg op gelet dat het Haagsche Bosch sedert eeuwen in eenen exceptionelen toestand verkeert en eene wandelplaats en lustoord is, waarin, om te voldoen aan den wensch van het publiek, de oude boomen, door alle tijden heen, voor de bijl zijn gespaard gebleven."[5]
- Minister Charles Ruijs de Beerenbrouck in 1924, tijdens de behandeling van de ‘Begroting Staatsboschbedrijf 1924’: "Het Haagsche Bosch is afkomstig van de grafelijkheid Holland. In de 16de eeuw zijn de plannen opgemaakt om het bosch en de warande van den Haag te verkoopen, ten einde de opbrengst te besteden ten dienste van het land. Toen is daar van de zijde van den Haag ernstig verzet tegen aangeteekend en is met geldelijke en andere opofferingen verkregen, dat blijvend van dien verkoop zou worden afgezien. Daarvan is den 16den April 1576 opgemaakt een akte, de bekende Akte van Redemptie. (...) De Staat heeft die akte getrouwelijk nageleefd en, zooals ieder kan constateeren, wordt het bosch behoorlijk onderhouden; verkoop van grond heeft hier nooit plaats gehad. (...) Het Rijk is volgens die akte verplicht om het bosch te onderhouden."[6]

Toen in 1904 de Carnegie Stichting haar oog liet vallen op de Koekamp als locatie voor de bouw van het Vredespaleis, werd dit door het Haagse stadsbestuur verworpen, onder verwijzing naar de Akte van Redemptie en vergezeld van een aanbod van drie alternatieve locaties. In 1953 presenteerde rijksbouwmeester Gijsbert Friedhoff een plan om op de Koekamp en het Malieveld een nieuw regeringcentrum te bouwen. Het verzet daartegen vond de Akte van Redemptie aan zijn zijde en het plan ging niet door.

## Epiloog
In de loop der jaren is het Haagse Bos desondanks toch kleiner geworden, het Malieveld behoorde tot het bos, maar ook het eiland Nieuwe Uitleg tot aan de Haagse grachtengordel maakte deel uit van het bos. Ook verrezen er diverse gebouwen op het beschermde gebied. Zo werden er op de Koekamp explosieven en munitie opgeslagen in daartoe opgerichte gebouwen, die inmiddels lang zijn verdwenen. Nog in de twintigste eeuw verrees er langs de Bezuidenhoutseweg nieuwe bebouwing en op de Koekamp enkele gebouwen voor Staatsbosbeheer. Ten behoeve van bosbeheer werden er regelmatig bomen gekapt door de overheid (Staatsbosbeheer). Dit is niet in strijd met de Akte van Redemptie, die alleen verkoop van het gebied met het oogmerk de bomen te kappen verbiedt.

## Nog steeds van kracht
De Akte van Redemptie geldt nog steeds. Dat bleek onder meer toen burgemeester Deetman in 2006 voorstelde het Nationaal Historisch Museum op het Malieveld te bouwen. Dit kon niet vanwege de Akte.